# ドリームラッシュ
「ドリームラッシュ」（DREAM RUSH）は、宮沢りえのデビューシングル。1989年（平成元年）9月15日にCBS･ソニー（現：ソニー・ミュージックレコーズ）より発売された。

## 解説
- 小室哲哉が「『ただ楽曲提供して、ただ女優さんが歌っていました』で終わらせず、ストック・エイトキン・ウォーターマンの様に入り口から出口まで関わって、歌手として発掘したかった」[3]「僕の作った音楽とより輝くために小室哲哉を指名してくれた人達への責任を果たしたかった」という思いから、楽曲制作に対してミキシングの段階まで関わり[4]、同時に「どんなファッションで出て、どんな撮影を施して、その中からどの写真をジャケットにするか・PV等宣伝はどうするか」等のビジュアル面のチェックにも関わるトータルプロデュースを手掛けた最初の楽曲であり、フォントの大きさにも意見した[3]。小室は後に「アイドルとして既に成立していたりえさんをどの様に歌手として確立させるかに悩み、音楽プロデューサーは片手間で出来る職業ではないと思い知らされた」と語り、そのノウハウは後の田中美奈子の「夢みてTRY」、観月ありさの「夢だけのボーイフレンド」「TOO SHY SHY BOY!」に受け継がれつつ発展していった[5][4]。
- 1989年8月4日にCBSソニー信濃町スタジオで公開レコーディングが行われた[6]。
- ギターでB'zの松本孝弘が参加している。
- 「邦ちゃんのやまだかつてないテレビ」（フジテレビ系）で山田邦子がものまねし、サビ前で「とんねるずのみなさんのおかげです」の「ノリ子」での「ぶっとびー」を取り入れていた。

## チャート成績
平成改元後初となる敬老の日に合わせたため、金曜日発売となった。オリコン週間チャートでは初動92370枚を売り上げ2位に初登場。総売上は34.1万枚。同チャートによる登場回数は22回である。
TBS系『ザ・ベストテン』最終回（1989年9月28日放送）にて、第7位にランクしたが本人の出演はなかった（翌週10月5日放映の『さよならザ・ベストテン』では、宮沢のミュージック・ビデオが流されたのみ）。さらに、日本テレビ系列『歌のトップテン』でランクインされた時も、一度も出演しなかった。歌番組に全く出演しなかったわけではなく夜のヒットスタジオには出演している。

## 収録曲
1. ドリームラッシュ
作詞：川村真澄　作曲：小室哲哉　編曲：小室哲哉・久保こーじ[1]　演奏時間 4:32
2. 秘密がいっぱい
作詞：川村真澄　作曲：小室哲哉　編曲：佐藤準　演奏時間 5:10

## クレジット
| 曲名             | レコーディング・メンバー |
| ---------------- | --- |
| ドリームラッシュ | Keyboards：Tetsuya Komuro E.Guitars：Takahiro Matsumoto Chorus：Jun Sato、Yoshimi Niikura、Takao Hino Operator：Jun Akiba（A.V.R Studio）                                                                                    |
| 秘密がいっぱい   | Keyboards：Jun Sato、Nobuo Kurata E.Guitar：Tsuyoshi Kon、Hideo Saito E.Bass：Hideki Matsubara Drums：Hideo Yamaki Chorus：Yasuhiro Kido、Kiyoshi Hiyama、Yoshimi Niikura、Jun Sato Operator：Jun Tohyama、Hiroshi Kitashiro |